# Collider (site web)
 (février 2021).
Pour les articles homonymes, voir Collider.
Collider est un site de divertissement et une chaîne YouTube fondés par Steve Weintraub en juillet 2005 et février 2007. Il a été acheté en janvier 2015 par Complex. En 2012, Weintraub a été nommé pour un prix de la presse par l'International Cinematographers Guild pour son travail sur Collider.com.
Collider se concentre sur les nouvelles de divertissement, l'analyse et le commentaire. En novembre 2017, le canal YouTube de Collider comptait 386 000 abonnés et plus de 329 000 000 de vues cumulatives. Les extensions de la chaîne comprennent Movie Talk, Heroes, Nightmares, Jedi Council, Movie Trivia Schmoedown, Behind the Scenes & Bloopers, et Collider News. Le personnel de Collider comprend Kristian Harloff, Mark Ellis, Dennis Tzeng, John Rocha, Jon Schnepp, Perri Nemiroff, Ashley Mova, Sinead De Vries, Natasha Martinez, Wendy Lee, Clarke Wolfe, Josh Macuga, Mark Reilly, Ken Napzok, Robert Meyer Burnett, Amy Dallen, Grace Hancock. Les rédacteurs du site Web de Collider comprennent Adam Chitwood, les rédacteurs en chef Matt Goldberg (film) et Allison Keene (TV), Haleigh Foutch, Dave Trumbore, Brian Formo et Aubrey Page. Le site Web est principalement des nouvelles, des articles, des croquis et des critiques.
Le personnel s'est également diversifié et a produit du contenu pour d'autres médias, comme Awesometacular with Jeremy Jahns pour go90 (en).

## Vidéos
| Spectacle                        | Hôte principal                                         | Jour               |
| -------------------------------- | ------------------------------------------------------ | ------------------ |
| Movie Talk                       | Mark Ellis (except on Fridays, hosted by Dennis Tzeng) | Lundi–Vendredi     |
| TV Talk                          | Josh Macuga                                            | Lundi–Vendredi     |
| Heroes                           | Jon Schnepp (en)                                       | Lundi–Vendredi     |
| Collider News                    | Ken Napzok                                             | Lundi–Vendredi     |
| Movie Trivia Schmoedown          | Kristian Harloff & Mark Ellis/Ken Napzok               | Mardi/Vendredi     |
| Comic Book Shopping              | Jon Schnepp                                            | Mercredi           |
| Jedi Council                     | Kristian Harloff                                       | Jeudi              |
| Best Movies on Netflix Right Now | Halleta Alemu                                          | Vendredi           |
| Behind the Scenes & Bloopers     | Perri Nemiroff                                         | Samedi             |
| Mailbag                          | Various hosts                                          | Samedi/Dimanche    |
| Nightmares                       | Clarke Wolfe                                           | Mercredi (mensuel) |

### Conférence vidéo
Chaque jour, les membres de l'équipe partageront leur point de vue sur l'industrie cinématographique, qui comprendra des critiques de films et des nouvelles de l'industrie. Chaque épisode dure environ une heure. Un segment appelé « Acheter ou Vendre » se produit chaque jour où le panel discutera de certains sujets ou annonces comme étant favorables ou défavorables. Chaque épisode se terminera généralement par des questions du « mailbag » et des tweets en direct sur le canal #Collidervideo.

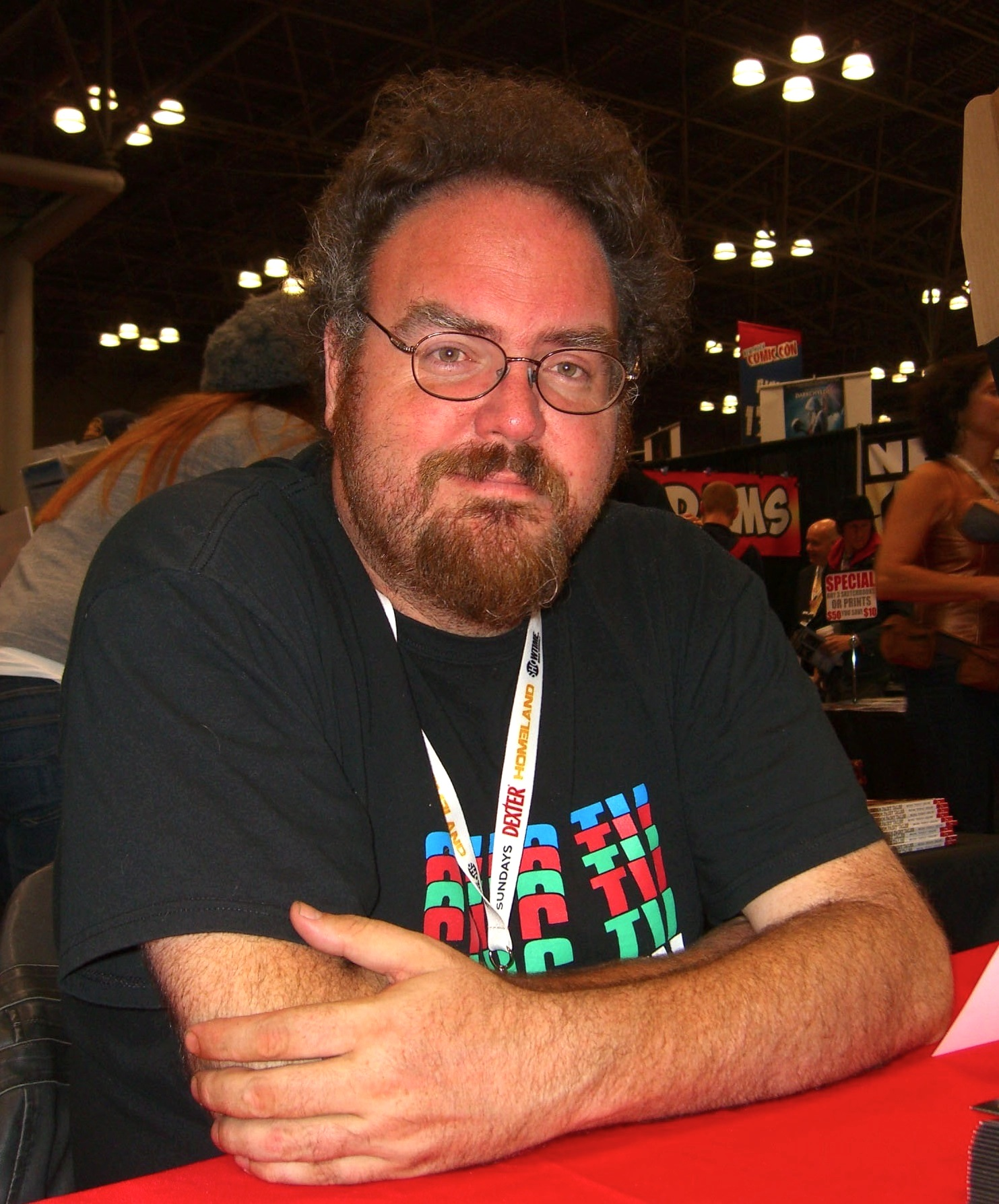
Heroes accueil Jon Schnepp au New York Comic Con 2012.

### Heroes
Heroes suit un format similaire à Movie Talk, sauf que la couverture est strictement sur l'actualité des bandes dessinées. Il est hébergé par Jon Schnepp. Parmi les panélistes habituels, on retrouve Robert Meyer Burnett, passionné de Hot Toys, et Amy Dallen de Geek and Sundry. Les épisodes tournent autour de l'Univers cinématographique Marvel et de l'Univers cinématographique DC. L'émission parle également de séries télévisées basées sur la bande dessinée comme Arrow et Flash sur La CW ou le MCU sur Netflix.

### Nightmares
Nightmares suit le même format que Movie Talk et Heroes pour un spectacle d'horreur. Animé par Clarke Wolfe, il suit l'actualité du cinéma d'horreur et de la télévision. Les co-animateurs réguliers sont Mark Reilly, Perri Nemiroff et Jon Schnepp. Il a été réduit d'une émission hebdomadaire à des mensualités en 2017 en raison d'une baisse de la fréquentation.

### Movie Trivia Schmoedown
Introduit en mars 2016 comme un redémarrage de la version 2014/2015, précédemment hébergé sur la chaîne Schmoes Know YouTube (extension de la chaîne Collider), le Movie Trivia Schmoedown est un jeu télévisé animé par Kristian Harloff et Mark Ellis où les célèbres Collider ou d'autres personnalités du cinéma YouTube se livrent à une compétition cinématographique. Le spectacle a une forte influence sur la lutte professionnelle en termes d'intrigues et de gadgets, bien que la compétition elle-même soit légitime. Il y a actuellement quatre divisions : les singles, les équipes, InnerGeekdom (DC, Univers cinématographique DC, Harry Potter, Marvel, Univers cinématographique Marvel, Star Trek, Star Wars et Le Seigneur des Anneaux) et Star Wars-only.
Champion actuel : en simple : Kristan Harloff (déf. Dangerous Dan Murrell) Tag Team: The Patriots (Jeff Sneider et JTE) (déf. Team Top10) InnerGeekDom: Hector Navarro (déf. Robert Meyer Burnett) Star Wars: Ken Napzok (déf. Robert Meyer Burnett).
À partir de 2017, le format traditionnel veut que les adversaires s'engagent dans un match de trois manches :
- au premier tour, ils doivent inscrire sur un tableau blanc les réponses à huit questions de différentes catégories, en obtenant un point pour chaque bonne réponse (avec la possibilité d'une neuvième question bonus si les huit réponses sont correctes)..
- au deuxième tour, ils font tourner une roue qui va atterrir au hasard sur une seule catégorie (ils peuvent tourner une deuxième fois ils ont l'impression que la catégorie n'est pas forte pour eux). Ils répondront ensuite jusqu'à quatre (ou six, si les équipes) questions dans cette catégorie, recevant deux points pour une bonne réponse, et l'option de choix multiple qui réduit une bonne réponse à un seul point, ainsi que le risque imminent d'un concurrent qui vole des points.
- le troisième tour voit le choix de trois nombres de 1-25 au hasard, tous contenant une catégorie à laquelle ils doivent répondre, chacun valant respectivement deux, trois et cinq points.

Les matchs du championnat comportent deux tours supplémentaires :
- le tour de combat, où les concurrents peuvent gagner de zéro à cinq de leurs points gagnés à ce moment-là, et répondre à une question d'une autre catégorie de roue-spun, en obtenant un montant supplémentaire de points (le montant étant le même nombre qu'ils ont fait) s'ils l'obtiennent correctement, et en perdant ces mêmes points s'ils échouent.
- le tour de vitesse, au cours duquel les concurrents doivent frapper le buzzer avant leur adversaire et répondre correctement à la question posée, avec le risque supplémentaire de perdre un point s'ils répondent incorrectement..

Le ou les compétiteurs qui ont accumulé le plus de points à la fin du tour final gagnent. S'il y a plus de dix points d'avance avant la ronde finale, le leader gagnera par « K. O. ». Si le concurrent se rend au dernier tour mais ne peut pas répondre correctement aux trois questions pour prendre une avance sur son adversaire, il perd par « TKO ».
MISC: Il y a une règle de contestation où le compétiteur peut contester une décision prise par les juges. La « règle JTE » est l'endroit où les compétiteurs peuvent demander une question donnée jusqu'à trois fois par match.
Les matchs spéciaux :
- Triple menace (trois participants) :
- Fatal 4-directionnel et Fatal 5-directionnel : les rondes sont exactement les mêmes, mais adaptées au nombre de participants impliqués (par exemple : dans une triple menace, chacun des trois concurrents tourne la roue au deuxième tour, et des opportunités de vol sont disponibles pour les deux adversaires par écrit sur tableau blanc au lieu de simplement parler). De plus, il y a un format d'élimination multi-personnes où plusieurs participants sont testés dans un jeu de survie, car ils doivent éviter d'être le concurrent avec le moins de points accumulés après une série de questions est demandé, ou ils sont éliminés. Ceci s'applique aux matchs de la division InnerGeekdom Fatal 5-Way, ainsi qu' à Free 4 All, un événement annuel basé sur Royal Rumble match de la WWE, où cinq des 35 joueurs commencent à la table, et comme certains sont éliminés par le processus d'élimination, d'autres - dans un ordre aléatoire - entrent à leur place. Le gagnant du Free 4 All reçoit un titre de n'importe quel type quand il le désire.

Schmoedowna quatre grands événements annuels :
- Free 4 All, au printemps.
- Collider Collision, une inspiration de SummerSlam qui a lieu en été.
- Ultimate Schmoedown, un tournoi de type bracket pour déclarer le prochain concurrent #1 au titre en simple (et/ou en équipe) à la fin de l'automne.
- Schmoedown Spectacular, basé sur WrestleMania

### Collider News
Animées par Ken Napzok, ces vidéos sont typiquement de courts segments d'une à deux minutes. Ces courtes vidéos discutent de films à venir, de nouvelles bandes-annonces, de controverses sur les célébrités ou de tournage et de production sur le plateau. Ces courtes pièces sont téléchargées peu de temps après les dernières nouvelles. Chaque court métrage se termine lorsque l'animateur demande aux spectateurs leur opinion sur l'histoire et encourage les fans à poster des commentaires pour une discussion plus approfondie sur le prochain épisode des panneaux Movie Talk.

### Collider Crash Course
Collider Crash Course, vidéos qui couvrent différents sujets conçus pour éclairer les spectateurs. Les segments varient en longueur et sont accueillis par un groupe de personnel en alternance.

### Collider Behind the Scenes & Bloopers
Collider Behind the Scenes & Bloopers, vidéos qui mettent en vedette l'hébergement de Perri Nemiroff, offrent aux téléspectateurs un regard derrière les coulisses des autres émissions, ainsi que des entrevues avec le personnel sur différents sujets.

### Comic Book Shopping
Animées par Jon Schnepp, ces vidéos mettent en vedette des célébrités et des auteurs de bandes dessinées qui font du shopping et discutent de bandes dessinées et de romans graphiques.